# Prelude voor strijkorkest
Prelude voor strijkorkest is een compositie van Gerald Finzi.
Finzi was goed in het schrijven van delen van grotere en langdurige composities. Zijn leven was echter jachtig en kort. Hij zag al vroeg in (hij verloor al vroeg drie broers en zijn vader), dat hem geen lang leven gegeven was. Deze prelude was bedoeld als inleiding van een kamersymfonie onder de titel The bud, the blossom and the berry. De prelude moest The bud worden. Het werk is in 1929 als stuk voor twee piano’s uitgevoerd, maar de kamersymfonie kwam er nooit. Overigens was daarbij deel 3 ook al gereed, het verscheen later ook los onder de titel The fall of the leaf.
De prelude verdween in de la en kwam er pas na het overlijden van de componist er weer uit. Zijn zoon Christopher Finzi gaf uiteindelijk met de Newbury Strings de eerste uitvoering op 28 april 1957 in de St John’s Church te Stockcross.    
Het kortdurende werkje mag zich verheugen in een relatief grote discografie:
- Uitgave Chandos: City of London Sinfonia o.l.v. Richard Hickox
- Uitgave Naxos:  Bournemouth Symphony Orchestra o.l.v. David Hill en Royal Ballet Sinfonia o.l.v. David Lloyd-Jones
- Uitgave Lyrita: London Philharmonic Orchestra o.l.v Adrian Boult
- Uitgave Nimbus: English Chamber Orchestra o.l.v. William Boughton
- Uitgave Regent: William Saunders speelt een versie gearrangeerd voor orgel